# South Toledo Bend
South Toledo Bend är en så kallad census-designated place i Newton County i Texas. Vid 2010 års folkräkning hade South Toledo Bend 524 invånare.